# Vemac RD180
Vemac RD180 (яп. ヴィーマック・RD180, хепбёрн Vuimakku RD180) — мелкосерийный среднемоторный спортивный автомобиль, выпускавшийся с 2000 по 2004 год англо-японской компанией Vemac Car Company.

## Описание
RD180 являлся первым автомобилем компании Vemac Car Company. Впервые представленный в 2000 году, автомобиль был описан как «неоисторический спортивный гоночный автомобиль» (англ. «neo-historic sports racing car»).
Vemac RD180 производился в Англии компанией Vemac Car Company, базирующейся в Челмсфорде, графство Эссекс, в небольших количествах. В 2004 году автомобиль был снят с производства.
Преемником Vemac RD180 стал Vemac RD200.

## Технические характеристики
Vemac RD180 оснащался 1,8-литровым (1797 см3) рядным четырёхцилиндровым двигателем Honda B18C мощностью 132 кВт (178 л. с.). Коробка передач — пятиступенчатая механическая. Шасси автомобиля выполнено из стальных труб. Тормоза автомобиля дисковые вентилируемые, а подвеска — на двойных поперечных рычагах.